# Sơn Hà
Sơn Hà là một huyện miền núi thuộc tỉnh Quảng Ngãi, Việt Nam.

## Địa lý
Huyện Sơn Hà nằm ở phía tây của tỉnh Quảng Ngãi, có vị trí địa lý:
- Phía đông giáp huyện Tư Nghĩa và huyện Minh Long
- Phía tây giáp huyện Sơn Tây
- Phía nam giáp huyện Ba Tơ và huyện Kon Plông, tỉnh Kon Tum
- Phía bắc giáp huyện Trà Bồng và huyện Sơn Tịnh.

Huyện Sơn Hà có diện tích 750,31 km², dân số là 75.000 người, bao gồm các dân tộc: Kinh, H're, Ca Dong, Xơ Đăng

## Hành chính
Huyện Sơn Hà có 14 đơn vị hành chính cấp xã trực thuộc, bao gồm thị trấn Di Lăng (huyện lỵ) và 13 xã: Sơn Ba, Sơn Bao, Sơn Cao, Sơn Giang, Sơn Hạ, Sơn Hải, Sơn Kỳ, Sơn Linh, Sơn Nham, Sơn Thành, Sơn Thượng, Sơn Thủy, Sơn Trung.

## Lịch sử
Sau năm 1975, huyện Sơn Hà thuộc tỉnh Nghĩa Bình, gồm 17 xã: Sơn Ba, Sơn Bao, Sơn Bua, Sơn Cao, Sơn Dung, Sơn Giang, Sơn Hạ, Sơn Kỳ, Sơn Lăng, Sơn Linh, Sơn Mùa, Sơn Nham, Sơn Tân, Sơn Thành, Sơn Thượng, Sơn Thủy và Sơn Tinh.
Ngày 24 tháng 3 năm 1979, sáp nhập xã Sơn Bua và xã Sơn Mùa thành xã Sơn Mùa.
Ngày 30 tháng 6 năm 1989, tỉnh Quảng Ngãi được tái lập từ tỉnh Nghĩa Bình, huyện Sơn Hà thuộc tỉnh Quảng Ngãi, gồm 16 xã: Sơn Hạ, Sơn Thành, Sơn Nham, Sơn Cao, Sơn Linh, Sơn Giang, Sơn Thủy, Sơn Kỳ, Sơn Ba, Sơn Bao, Sơn Thượng, Sơn Lăng, Sơn Tinh, Sơn Dung, Sơn Mùa và Sơn Tân.
Ngày 6 tháng 8 năm 1994, tách 4 xã: Sơn Tinh, Sơn Dung, Sơn Mùa và Sơn Tân để tái lập huyện Sơn Tây.
Huyện Sơn Hà còn lại 12 xã: Sơn Hạ, Sơn Thành, Sơn Nham, Sơn Cao, Sơn Linh, Sơn Giang, Sơn Thủy, Sơn Kỳ, Sơn Ba, Sơn Bao, Sơn Thượng và Sơn Lăng. 
Ngày 30 tháng 12 năm 1997: 
- Chia xã Sơn Lăng thành thị trấn Di Lăng và xã Sơn Trung
- Chia xã Sơn Thủy thành 2 xã: Sơn Thủy và Sơn Hải.

Huyện Sơn Hà có 1 thị trấn và 13 xã như hiện nay.

## Kinh tế
Kinh tế chủ yếu mang tính chất thuần nông. Trong những năm gần đây, trồng rừng và chăn nuôi là thế mạnh của huyện. Hiện nay, trên địa bàn huyện có Nhà máy Mì Sơn Hải (Nhà máy chế biến sắn) đang hoạt động tạo đầu ra cho nông sản của các dân tộc thiểu số. Hiện tại đang có thêm nhà máy cây keo lai ở xã Sơn Hạ.

## Du lịch
Thạch Bích tà dương, còn gọi là Núi Đá Vách có độ cao 1.095 m là một trong 12 thắng cảnh nổi tiếng của Quảng Ngãi. Đập và hồ Thạch Nham là những địa chỉ du lịch khá nổi tiếng nằm ở địa phận xã Sơn Nham. Ngoài ra còn có Suối Tầm Linh thuộc xã Sơn Linh đây cũng là một khu du lịch sinh thái.